# Министерство образования и исследований Норвегии
Министерство образования и исследований (Норвегия) отвечает за образование, научные исследования и детские сады. Министерство было создано в 1814 году. Отдел отчитывается законодательной власти (Стортингу). Традиционно это министерство было также ответственно за церковные дела, но эта функция была передана Министерству культуры и по делам церкви в 2002 году.

## Организационная структура
- Министр образования
- Министр науки и высшего образования
- Три государственных секретаря
- Политический советник

### Департаменты
- Департамент дошкольного образования и ухода за детьми
- Департамент образования и профессиональной подготовки
- Департамент высшего образования
- Департамент исследований
- Департамент анализа политики, пожизненного обучения и международных отношений
- Департамент управления и финансов
- Департамент управления и развития
- Отдел коммуникации

### Дочерние органы
- Исследовательский совет Норвегии
- Норвежский Директорат по образованию и подготовке кадров
- Центр ИКТ в образовании
- Норвежское агентство по обеспечению качества в образовании
- Норвежский центр по международному сотрудничеству в области высшего образования
- Норвежский институт по обучению взрослых
- Норвежский институт международных отношений
- Норвежский метеорологический институт
- Норвежский институт социальных исследований
- Норвежский фонд государственного образовательного займа

### Университеты
- Норвежский университет науки и технологии
- Университет Бергена
- Университет Осло
- Университета Ставангера
- Университет Тромсе
- Университет Агдера
- Норвежская школа экономики и делового администрирования
- Норвежская школа спортивных наук
- Норвежская академия музыки
- Норвежская школа ветеринарных наук
- Университетский центр Шпицбергена